# Факултет Лозаро-градинарство
Факултетът по лозаро-градинарство е един от първите два факултета при създаването на Аграрния университет в Пловдив като самостоятелно висше училище през 1950 г. Той е единствен по рода си в България и Югоизточна Европа. През своето 65-годишно съществуване се е наложил като авторитетна и неделима част от Аграрния университет със свой специфичен и уникален облик.
Във факултета функционират пет специализирани профилиращи катедри – Лозарство Архив на оригинала от 2016-02-25 в Wayback Machine., Градинарство Архив на оригинала от 2016-02-25 в Wayback Machine., Овощарство, Механизация Архив на оригинала от 2016-02-25 в Wayback Machine. и Мелиорации и геодезия Архив на оригинала от 2016-02-25 в Wayback Machine. – тясно свързани с обучението на студентите в бакалавърска, магистърска и докторска степени.
Учебната и научната работа на факултета се осъществява от 45 души академичен персонал, от които 3 професори, 21 доценти, 11 главни асистенти, 10 асистенти. От тях доктори на науките – 2, доктори – 32. Работата на академичния персонал се подпомага от 15 служители, експерти и специалисти.
Обучението в първата образователна степен „бакалавър“ се извършва по следните специалности:
- Агрономство (Лозаро-градинарство) – редовно и задочно обучение Архив на оригинала от 2016-02-25 в Wayback Machine.;
- Агрономство (Тропично и субтропично земеделие) – редовно обучение; Архив на оригинала от 2016-02-25 в Wayback Machine.
- Агрономство – (Хидромелиорации) – редовно обучение; Архив на оригинала от 2016-02-25 в Wayback Machine.
- Аграрно инженерство – редовно и задочно обучение; Архив на оригинала от 2016-02-25 в Wayback Machine.
- Агрономство (Декоративно градинарство) – редовно обучение Архив на оригинала от 2016-02-25 в Wayback Machine..

От основаването си до момента са обучавани над 10 000 студенти в специалност Лозаро-градинарство, над 2000 студенти в специалност Агрономство (Тропично и субторпично земеделие), над 400 студенти в специалност Аграрно инженерство. Немалък е и броят на обучаваните студенти в най-новите специалности на Факултета – Агрономство (Хидромелиорации) – 276 студенти и Агрономство (Декоративно градинарство) – 141 студенти.
Установени са добри традиции в подготовката на български и чуждестранни докторанти. Броят на обучаваните и защитили български докторанти е над 40. Чуждестранните докторанти са повече от 25, основно от Бангладеш, Бенин, Гвинея, Гърция, Египет, Етиопия, Йемен, Ирак, Кипър, Куба, Нигерия, Сирия, Словакия, Судан, Уругвай.